# KT400
| VIA KT400                                                | VIA KT400                      |
| -------------------------------------------------------- | ------------------------------ |
|                                                          |                                |
| Материнская плата ASRock K7VT4A Pro на чипсете VIA KT400 |                                |
| Поддержка ЦП                                             | Athlon Athlon XP Duron Sempron |
| Поддержка сокета                                         | Socket A                       |
| Предшественник                                           | KT333                          |
| Преемник                                                 | KT600                          |

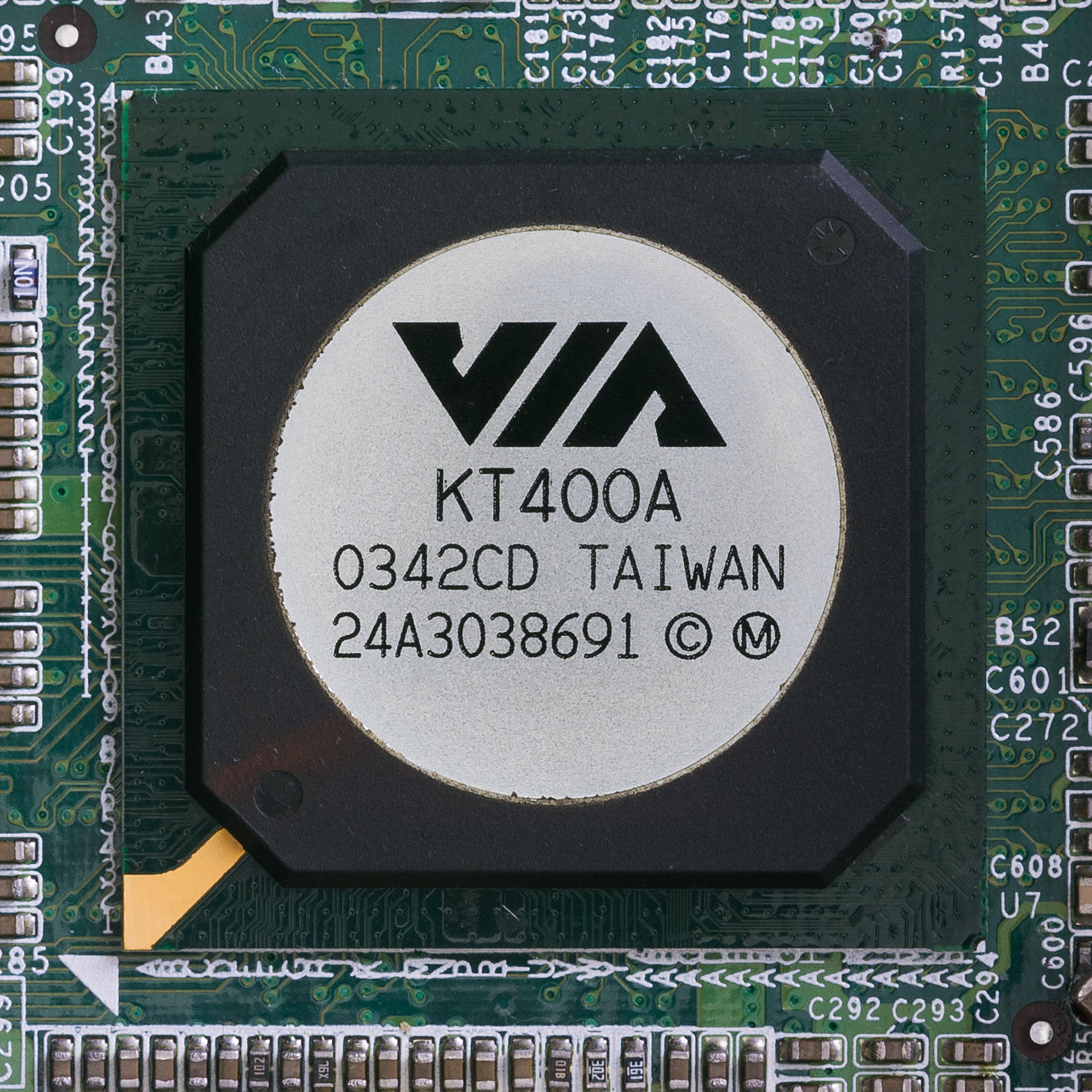
VIA KT 400A

KT400 — чипсет для материнской платы, выпущенный фирмой VIA по технологическому процессу 0.22 μm в 2002 г. Поддерживал процессоры Athlon, Athlon XP, Duron и Sempron Socket A. Имел поддержку системной шины 100(200), 133(266) и 166(333) MHz.
Это был первый массовый чипсет с поддержкой памяти DDR PC3200. В то время чипсеты i845 фирмы Intel также поддерживали PC2700. i865 появились позднее. К достоинствам KT400 можно было отнести также поддержку AGP 8x и UDMA-133. Южный мост VIA 8235, анонсированный вместе с ним, имел поддержку USB 2.0. Впоследствии платы на этом чипсете могли оснащаться и VIA 8237, который имел поддержку SATA.
KT400 надолго захватил лидерство на рынке чипсетов для процессоров AMD. Хотя ранние его модели критиковали за то, что их скорость по результатам тестов была ниже, чем у KT333. Прервать это победное шествие смогла только фирма nVidia, выпустив чипсет nForce2. Впоследствии фирма VIA выпустила чип KT400A, в котором были исправлены ошибки KT400.
На рынке офисных компьютеров определенную популярность имел также чипсет KM400, который представлял собой KT400 со встроенным графическим ядром VIA UniCrome.  Хотя эта популярность, конечно же, была намного ниже, чем у решений на основе процессоров Intel.